# Технічна залізнична станція
Технічна залізнична станція — роздільний пункт мережі залізниць, що виконує технічні операції з вантажними та пасажирськими поїздами , пов'язані з пропуском потягів, що обганяють, обслуговуванням поїзда в дорозі (у тому числі — заправка пасажирських вагонів водою, видалення сміття з вагонів, постачання паливом, відкачування туалетів, огляд колісних пар), перечеплення вагонів від одного поїзда до іншого, зміну локомотива чи локомотивної бригади. 
Як правило, на технічних станціях, крім операцій із складами, так само виконуються операції, необхідні для потреб залізниці. 
Зазвичай, на технічних станціях відсутні якісь підрозділи до виконання комерційних операцій. 
Найчастіше на таких станціях відсутня навіть пасажирська платформа.